# 十日町
十日町（とおかまち）は、かつて新潟県中魚沼郡に存在した町。織物の生産で栄えた。

## 沿革
- 1889年（明治22年）4月1日 - 町村制施行に伴い中魚沼郡十日町村、原村の区域をもって十日町村（とおかまちむら）が成立。
- 1897年（明治30年）9月24日 - 町制施行し十日町となる。
- 1938年（昭和13年）1月1日 - 十日町映画館崩壊事故が発生。
- 1954年（昭和29年）3月31日 - 中魚沼郡川治村・中条村・六箇村と新設合併し十日町市となり消滅。